# 문부식 (1929년)
문부식(1929년 1월 4일~1996년 1월 22일)은 대한민국의 정치인이다. 제9대 국회의원을 지냈다.

## 역대 선거 결과
|  | 23.29% |

|  | 23.39% |

|  | 14.86% |

|  | 33.34% |

|  | 40.85% |

|  | 25.97% |

|  | 20.65% |

|  | 17.85% |

|  | 42.21% |